# 格陵蘭鱈
格陵蘭鱈（學名：Gadus ogac）為鱈屬的一種，分布於北大西洋及北極圈海域，棲息深度可達200公尺，本魚背鰭3個，臀鰭2個，側線在胸鰭處彎曲，體背部黑色，腹部灰白色，腹膜黑色，背鰭軟條44-55枚，臀鰭軟條33-45枚，體長可達77公分。為近海底棲性魚類，屬肉食性，以魚類、甲殼類、頭足類、多毛類及棘皮動物等為食，可作為食用魚。

## 擴展閱讀
維基物種上的相關：格陵蘭鱈